# Adineta gracilis
Adineta gracilis is een raderdiertjessoort uit de familie Adinetidae. De wetenschappelijke naam van deze soort is voor het eerst geldig gepubliceerd in 1893 door Janson.